# 미국-에스토니아 관계

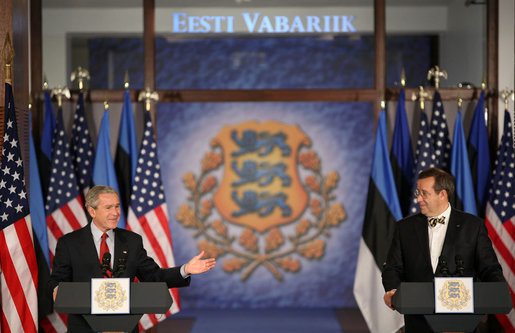
조지 W. 부시 미국 대통령과 토마스 헨드리크 일베스 에스토니아 대통령이 2006년 당시 회담하고 있는 모습.

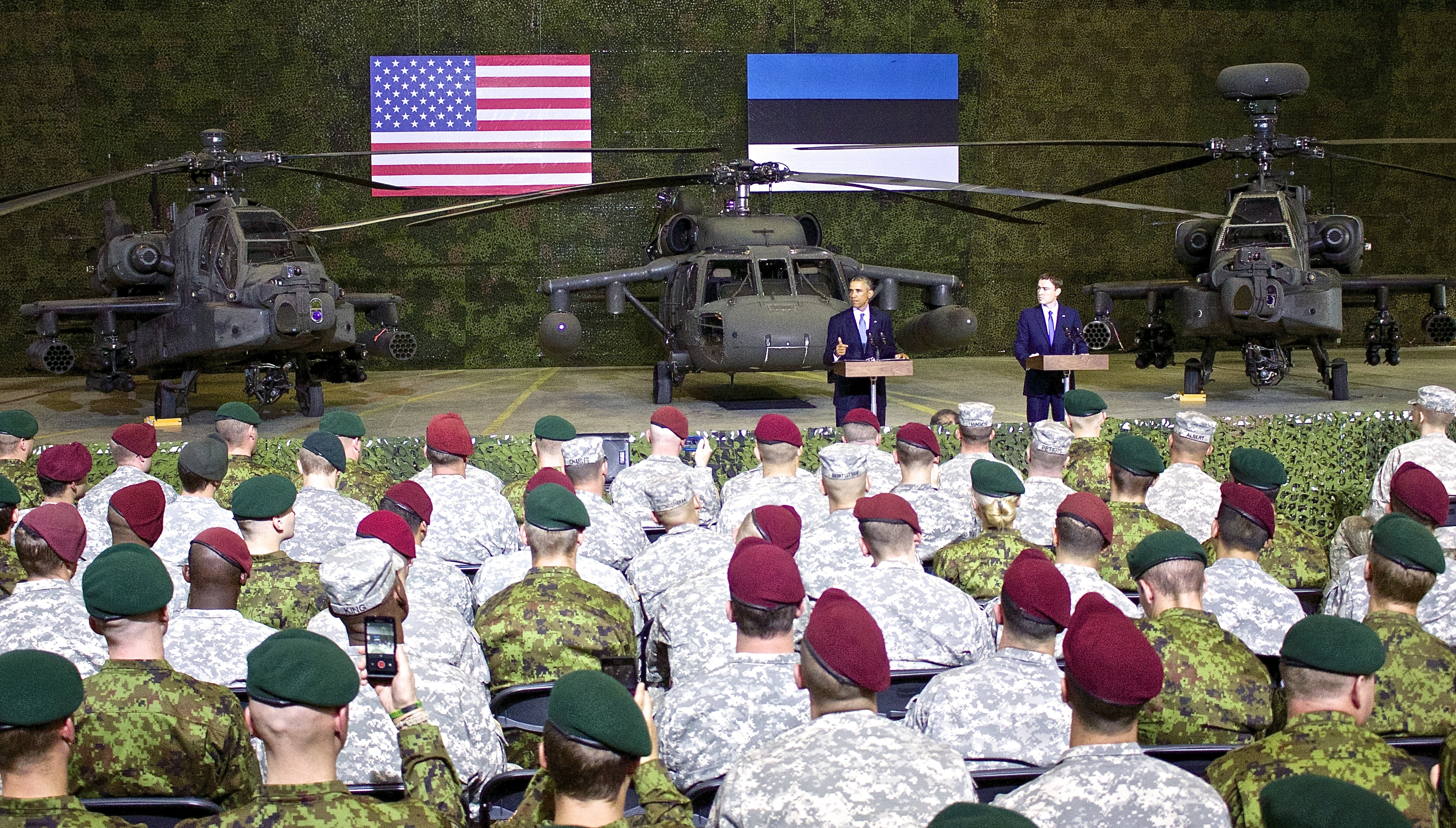
버락 오바마 미국 대통령과 타비 러이바스 에스토니아 총리가 아마리 공군기지에서 연설하고 있는 모습.

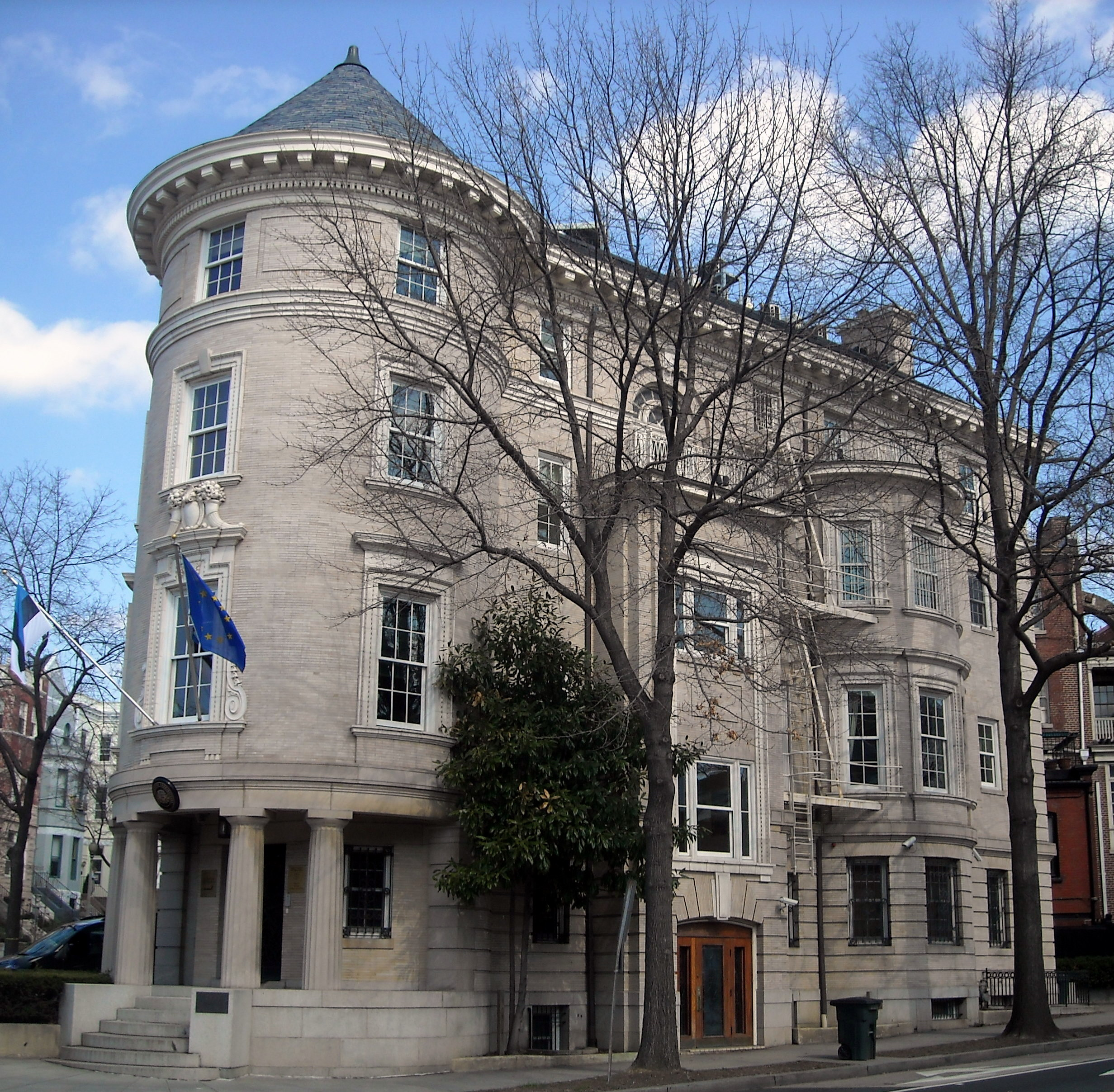
워싱턴 D.C.에 주재하고 있는 에스토니아 대사관 전경.

미국-에스토니아 관계(에스토니아어: Eesti – Ameerika Ühendriikide suhted, Estonia–United States relations)은 미국과 에스토니아의 관계를 말한다. 그러나 양국의 외교 관계를 보면, 에스토니아가 최초로 독립 승인을 얻은 이래 유대 관계가 매우 강하고 지속적인 측면을 가지고 있어, 중요한 동맹 국가로 성장시키는 원동력도 물론 가지고 있다. 2012년 미국 글로벌 리더십 리포트에 따르면 에스토니아인 전체의 31%가 미국 지도력에 찬성하였으며, 32%가 반대 의사를 표명하고 있지만, 37%는 확실하지 않는 것으로 드러나고 있다. 

## 양국이 설치된 상주 공관
또한 양국의 외교 공관은 미국과 에스토니아 모두 상주 국가를 둔다. 미국은 탈린에, 에스토니아도 역시 워싱턴 D.C.에 상주 공관을 두고 있지만 뉴욕 같은 경우 유엔의 뉴욕 본부에도 대사급 외교 공관이 별도로 마련되어 있으며, 로스앤젤레스, 시애틀, 시카고, 휴스턴, 포츠머스, 링컨, 찰스턴, 스코츠데일 등지에는 명예 영사관을 두고 있다. 그 외에도 멕시코를 비롯한 중남미 일부 국가를 겸임국으로 삼고 있는 것으로 전하고 있다.

## 같이 보기
- 에스토니아계 미국인(영어판)
- 에스토니아의 대외 관계
- 미국의 대외 관계
- 에스토니아의 대외 관계(영어판)
- 시빅 클럽 / 에스토니안 하우스(영어판)